# Gustavo Assis
Gustavo Henrique Silva Assis (ur. 4 listopada 1994) – brazylijski judoka.
Startował w Pucharze Świata w latach 2014, 2016, 2017, 2019 i 2023. Brązowy medalista igrzysk Ameryki Południowej w 2014. Trzeci na Uniwersjadzie w 2015 i 2019 roku.